# Verónica Isbej
Verónica Beatriz Isbej Morales (ur. 17 listopada 1976) – chilijska biathlonistka. Uczestniczka Zimowych Igrzysk Olimpijskich 2006.

## Wyniki

### Igrzyska olimpijskie
| Miejsce | Rok  | Miejscowość | Konkurencja                | Strzelanie | Czas biegu | Strata   | Zwycięzca               | Przypisy |
| ------- | ---- | ----------- | -------------------------- | ---------- | ---------- | -------- | ----------------------- | -------- |
| 83.     | 2006 | Turyn       | sprint na 7,5 km           | 4          | 33:52.0    | +11:20.6 | Florence Baverel-Robert | [ 1 ]    |
| 81.     | 2006 | Turyn       | bieg indywidualny na 15 km | 7          | 1:14:55.3  | +25:31.2 | Swietłana Iszmuratowa   | [ 2 ]    |

### Mistrzostwa Świata
| Miejsce | Rok  | Miejscowość | Konkurencja      | Strzelanie | Czas biegu | Strata | Zwycięzca        | Przypisy |
| ------- | ---- | ----------- | ---------------- | ---------- | ---------- | ------ | ---------------- | -------- |
| DNF     | 2004 | Oberhof     | sprint na 7,5 km | DNF        | DNF        | DNF    | Liv Grete Poirée | [ 3 ]    |